# WDKS
Koordinaten: 37° 52′ 57″ N, 87° 32′ 28″ W
WDKS oder WDKS-FM (Branding: „Kiss FM“) ist ein US-amerikanischer Hörfunksender aus Newburgh im US-Bundesstaat Indiana. WDKS sendet im Top 40-Format auf der UKW-Frequenz 106,1 MHz. Eigentümer und Betreiber ist die Townsquare Media of Evansville/Owensboro, Inc.